# Rubén Felgaer
Rubén Felgaer (Buenos Aires, 4 april 1981) is een Argentijnse schaker. Hij won twee keer het Pan American U20 junior chess championship, in 2000 in Macas,
en in 2001 in Yucay.
In 2002 werd hem de door de FIDE de grootmeestertitel (GM) toegekend.

## Toernooiresultaten
- Van 5 t/m 16 augustus 2005 werd in Buenos Aires het Kampioenschap Amerikaans Continent gespeeld dat met 8,5 uit 11 door Lazaro Bruzon gewonnen werd. Rubén Felgaer eindigde met 8 punten op een gedeelde tweede plaats. Er waren 152 deelnemers.
- Van 24 t/m 28 oktober 2005 werd in Barcelona het Barcelona-grootmeestertoernooi gespeeld, dat na de tiebreak met 4 uit 5 door Vasyl Ivantsjoek gewonnen werd. Felgaer eindigde met een halve punt op de zesde plaats.